# Zune
Ne doit pas être confondu avec Zun.
 (août 2012).
Si vous disposez d'ouvrages ou d'articles de référence ou si vous connaissez des sites web de qualité traitant du thème abordé ici, merci de compléter l'article en donnant les références utiles à sa vérifiabilité et en les liant à la section « Notes et références ».

Logo de Zune

Zune est une gamme de baladeurs numériques à disque dur et à mémoire flash de la société Microsoft, précédemment connue sous le nom de projet Argo, et commercialisée entre 2006 et 2011 aux États-Unis et au Canada. Ce fut un concurrent des iPod, Sony Network Walkman, Archos (nombreuses gammes), SanDisk Sansa et Creative Zen.
Zune est également le nom donné à Microsoft à son logiciel de gestion et de lecture de fichiers musicaux, le Zune Software. La gestion des fichiers musicaux présents sur le baladeur Zune n'est possible que par ce logiciel.

## Historique
La commercialisation débute le 14 novembre 2006 aux États-Unis, avec un modèle unique, le Zune 30, contenant un disque dur de 30 Go) et assemblé par Toshiba. Le Zune est compatible avec les Xbox, Xbox 360 et Xbox Live, et avec les dernières versions de Windows XP, Windows Vista et Windows 7.
La seconde génération de baladeurs Zune est lancée en novembre 2007, en même temps que la version 2.0 du logiciel Zune. Elle se décline en 3 versions, les Zune 4 et Zune 8 (contenant respectivement une mémoire flash de 4 et 8 Go) et le Zune 80 qui remplace le Zune 30.
En septembre 2008, la troisième génération d'appareils est mise sur le marché, avec deux modèles, le Zune 16 et le Zune 120, coïncidant avec la sortie de la mise à jour 3.0 du logiciel Zune. Une distribution en Europe est annoncée, mais n'aura pas lieu.
En septembre 2009, Microsoft commence la commercialisation du Zune HD, en 16, 32 et 64 Go. Les performances sont augmentées grâce à la puce Tegra (processeur mobile nvidia). En effet, non seulement il est possible d'écouter la radio (et radio HD pour les zones couvertes) , des musiques, regarder des vidéos, des films, mais il est également possible de naviguer sur internet et d'installer des applications comme sur l'iPod touch. Depuis la version 4.0, la fonction quickplay a été rajoutée permettant de faire jouer des sélections cohérentes créées automatiquement par l'analyse de la bibliothèque.
Microsoft arrête la commercialisation des lecteurs Zune en octobre 2011. En juin 2012, Microsoft annonce qu'il arrête tous les services Zune au profit des marques Xbox Musique et Xbox Vidéo[réf. nécessaire].

## Caractéristiques
|             |             | Première génération | Deuxième génération | Deuxième génération | Deuxième génération | Troisième génération                                                                     | Troisième génération                                                                     |                |
| ----------- | ----------- | --- | --- | --- | --- | ---------------------------------------------------------------------------------------- | ---------------------------------------------------------------------------------------- | -------------- |
| Modèle      | Modèle      | Zune 30 | Zune 4 | Zune 8 | Zune 80 | Zune 12                                                                                  | Zune 120                                                                                 |                |
| Écran       | Écran       | 7,5 cm (320 × 240 pixels)                                                                                               | 4,6 cm (320 × 240 pixels) | 4,6 cm (320 × 240 pixels) | 8,1 cm (320 × 240 pixels) | 4,6 cm (320 × 240 pixels)                                                                | 8,1 cm (320 × 240 pixels)                                                                |                |
| Mémoire     | Mémoire     | disque dur interne de 30 Go                                                                                             | flash de 4 Go | flash de 8 Go | disque dur de 80 Go | flash de 12 Go                                                                           | disque dur de 120 Go                                                                     |                |
| Tuner radio | Tuner radio | tuner radio FM avec RDS                                                                                                 | tuner radio FM avec RDS | tuner radio FM avec RDS | tuner radio FM avec RDS | tuner radio FM avec RDS                                                                  | tuner radio FM avec RDS                                                                  |                |
| Wi-Fi       | Wi-Fi       | 802,11b/g (limitée) avec échange verrouillé par DRM et détention du fichier limité à 3 jours ou 3 lectures pour l'audio | 802,11b/g (limitée) avec échange verrouillé par DRM et limité à 3 lectures pour l'audio. Seules les images une fois transmises d'un Zune à un autre peuvent être conservées indéfiniment. Les vidéos ne peuvent quant à elles être envoyées. | 802,11b/g (limitée) avec échange verrouillé par DRM et limité à 3 lectures pour l'audio. Seules les images une fois transmises d'un Zune à un autre peuvent être conservées indéfiniment. Les vidéos ne peuvent quant à elles être envoyées. | 802,11b/g (limitée) avec échange verrouillé par DRM et limité à 3 lectures pour l'audio. Seules les images une fois transmises d'un Zune à un autre peuvent être conservées indéfiniment. Les vidéos ne peuvent quant à elles être envoyées. | 802,11b/g (limitée) avec échange verrouillé par DRM et limité à 3 lectures pour l'audio. | 802,11b/g (limitée) avec échange verrouillé par DRM et limité à 3 lectures pour l'audio. |                |
| Formats lus | Audio       | mp3, wma, aac | mp3, wma et wma lossless, aac | mp3, wma et wma lossless, aac | mp3, wma et wma lossless, aac | mp3, wma et wma lossless, aac                                                            | mp3, wma et wma lossless, aac                                                            |                |
| Formats lus | Image       | jpeg 640 × 480 | jpeg 640 × 480 | jpeg 640 × 480 | jpeg 640 × 480 | jpeg 640 × 480                                                                           | jpeg 640 × 480                                                                           | jpeg 640 × 480 |
| Formats lus | Vidéo       | wmv uniquement | wmv, mpeg-4, H.264 320 × 240 | wmv, mpeg-4, H.264 320 × 240 | wmv, mpeg-4, H.264 320 × 240 | wmv, mpeg-4, H.264 320 × 240                                                             | wmv, mpeg-4, H.264 320 × 240                                                             |                |

## Gestion des droits numériques (DRM)
À partir de mi-novembre 2006, les chansons achetées précédemment sur des sites légaux proposant des chansons au format WMA protégées par DRM, tels que Napster ou MSN Music, ne peuvent plus être lues. En effet, Microsoft a développé une plateforme de téléchargement indépendante avec ses propres DRM, sur le modèle d'iTunes : le Zune Marketplace. Ce modèle économique s'est développé pour stimuler les ventes mais aussi pour rassurer les maisons de disques, inquiètes de voir les morceaux de musique achetés légalement se répandre sur les réseaux de peer-to-peer.

## Zune Software
À la manière d'iTunes avec les iPod, le logiciel Zune est l'unique logiciel permettant de transférer des fichiers vidéo et musicaux vers les baladeurs Zune. Zune permet d'importer des CD vers sa bibliothèque multimédia sur PC et de gérer cette dernière, ainsi que de pouvoir la transférer vers le baladeur. Il donne également accès au Zune Marketplace, le magasin de vente de musique en ligne de Microsoft pour le Zune.

## Zune Marketplace
Zune Marketplace est un magasin en ligne de Microsoft, accessible via le Zune Software. Il donne accès à des applications mobiles et des contenus multimédia (musique, clips, films...) pouvant être achetées et regardées depuis tout un ensemble d'appareils : baladeurs numériques Zune, smartphones Windows Phone, Xbox 360 et PC ayant le logiciel Zune installé.
Le Zune Marketplace a été remplacé par Xbox Music pour la partie multimédia, et par Windows Phone Marketplace pour le téléchargement d'applications.

## Bug du 31 décembre 2008
À 3 heures du matin EST (9 heures en France), une grande partie des Zune de première génération (30 Go) a subi une panne critique bloquant le démarrage du lecteur. Le problème affecte simplement le 366e jour d'une année bissextile. Ce bug, lié à certaines versions des pilotes de gestion de l'horloge, a été corrigé par Microsoft.